# Qëndrim Zyba
Qëndrim Zyba (Suva Reka, 3 de febrero de 2001) es un futbolista kosovar que juega de centrocampista en el F. C. Slovan Liberec de la Liga de Fútbol de la República Checa.

## Selección nacional
Hizo su debut con la selección de fútbol de Kosovo el 12 de octubre de 2023 en un partido de clasificación para la Eurocopa 2024 contra Andorra que finalizó con un resultado de 0-3 a favor del combinado kosovar tras un doblete de Milot Rashica y un gol del propio Altin Zeqiri.

## Clubes
| Club                       | País            | Año       | Partidos | Goles |
| -------------------------- | --------------- | --------- | -------- | ----- |
| F. C. Prishtina            | Kosovo          | 2017-2022 | 64       | 3     |
| F. C. Ballkani             | Kosovo          | 2022-2024 | 57       | 5     |
| Legia de Varsovia (cedido) | Polonia         | 2024      | 7        | 0     |
| F. C. Slovan Liberec       | República Checa | 2024-     | 21       | 3     |